# Ho acceso un fuoco
| Recensione | Giudizio |
| ---------- | -------- |
| Newsic.it  |          |

Ho acceso un fuoco è il sesto album in studio del cantautore Italiano Diodato, pubblicato il 19 aprile 2024 dalla Carosello Records e Sony Music Italia.
L'album presenta al suo interno il brano Ti muovi, presentato in gara durante la 74ª edizione del Festival di Sanremo, dove si è classificato al tredicesimo posto al termine della kermesse musicale.

## Descrizione
Il progetto discografico si compone di dodici brani scritti e prodotti dallo stesso cantante con Tommaso Colliva, segnando il terzo progetto collaborativo tra i due artisti. L'album presenta alcuni brani già editi nella discografia del cantante, registrati live presso lo studio Officine Meccaniche di Milano. Il cantante ha raccontato il processo di scrittura e registrazione dell'album:

## Tracce
Testi e musiche di Antonio Diodato e Tommaso Colliva, tranne Amore che vieni, amore che vai.
1. Ma che vuoi – 3:42
2. Mi si scioglie la bocca – 5:05
3. Mi fai morire – 3:24
4. Ti muovi – 3:03
5. Ci vorrebbe un miracolo – 4:19
6. Ubriaco – 4:26
7. La lascio a voi questa domenica – 5:27
8. Cucurrucucù paloma – 5:13
9. Non ti amo più – 3:26
10. Essere semplice – 3:50
11. Amore che vieni, amore che vai – 3:52
12. Cosa siamo diventati – 3:22

## Crediti
- Antonio Diodato
- Rodrigo D'Erasmo (violino e percussioni),
- Alessandro Commisso (batteria e percussioni),
- Roberto Dragonetti (basso),
- Simona Norato (tastiere, chitarra elettrica e cori),
- Andrea Bianchi di Castelbianco (chitarre e cori),
- Lorenzo di Blasi (pianoforte, tastiere e cori),
- Lorenzo Manfredini (trombone),
- Beppe Scardino (sax baritono e flauto),
- Stefano Piri Colosimo (tromba e flicorno)